# Contrisson
Contrisson település Franciaországban, Meuse megyében. Lakosainak száma 773 fő (2022. január 1.). Contrisson Sermaize-les-Bains, Andernay, Mognéville, Rancourt-sur-Ornain, Remennecourt, Revigny-sur-Ornain és Vassincourt községekkel határos.

## Népesség
A település népességének változása:
| Lakosok száma | 414  | 658  | 698  | 724  | 772  | 811  | 817  | 797  | 787  | 773  |
|               | 1968 | 1982 | 1990 | 2006 | 2013 | 2015 | 2017 | 2019 | 2020 | 2022 |